# Jesus, o Grande
Jesus, o Grande é uma estátua de Jesus Cristo localizada na vila de Abajah no estado de Imo, Nigéria. É considerada "a maior estátua de Jesus da África", e é a quinta estátua mais alta do continente africano. O Monumento da Renascença Africana de 160 pés é a estátua mais alta da África, a Grande Esfinge de Gizé com 66 pés é a segunda, a Estátua de Ramessés II de 30 pés é a terceira e a estátua de Nelson Mandela de 28 pés é a quarta.  Quando se trata de "a maior estátua de Jesus do mundo", 33 m (108 ft) alto Cristo Rei em Świebodzin, Polônia, leva o crédito.
Jesus, o Grande é 8.53 m (28.0 ft) altura e pesa 40 toneladas. Está descalço com os dois braços estendidos e foi esculpido em mármore branco. Foi revelado em 1º de janeiro de 2016. A missa foi celebrada na Igreja Católica de São Aloísio, Abajá, com a presidência do bispo da Diocese Católica de Orlu, Ret. Rev. Augustine Ukwuoma com centenas de padres e adoradores católicos romanos, e a inauguração da estátua foi realizada no dia de ano novo.
Obinna Onuoha, um empresário de 43 anos, encomendou a construção da estátua em 2013. Ele explicou que tinha o sonho de construir uma estátua gigante de Jesus desde 1997.